# Inhale (film)
Inhale – amerykański thriller z 2010 roku w reżyserii Baltasara Kormákura. Zdjęcia kręcono w stanie Nowy Meksyk oraz w mieście Ciudad Juárez.

## Fabuła
Paul, ojciec kilkuletniej Chloe, która oczekuje w kolejce na przeszczep płuc, udaje się w niebezpieczną podróż do Meksyku w poszukiwaniu dawcy.

## Obsada
- Mia Stallard jako Chloe
- Dermot Mulroney jako Paul Stanton
- Diane Kruger jako Diane Stanton
- Sam Shepard jako James Harrison
- Jordi Mollà jako Aguilar
- Vincent Pérez jako dr Martinez
- Rosanna Arquette jako dr Rubin
- David Selby Henry White
- Cesar Ramos jako Ines